# Nordsjællands Efterskole
Nordsjællands Efterskole er en kristen efterskole ved Valby i Gribskov Kommune. Skolens nuværende forstanderpar er Morten og Janani Bech. 
Skolen har et kristent livs- og menneskesyn og er tilknyttet Indre Mission.

## Ekstern henvisning
- Nordsjællands Efterskole

| Skole | Spire Denne artikel om en skole, en uddannelsesinstitution eller uddannelse er en spire som bør udbygges. Du er velkommen til at hjælpe Wikipedia ved at udvide den. |

56°3′31″N 12°13′50″Ø / 56.05861°N 12.23056°Ø